# Malcolm Wallop
Malcolm Wallop (New York, 27 februari 1933 – Big Horn (Wyoming), 14 september 2011) was een Amerikaans politicus van de Republikeinse Partij. Hij was Senator voor Wyoming van 1977 tot 1995. De zoon van Oliver Malcolm Wallop wiens vader een earl in de Britse adel was. Na jaren als rancher te hebben gewerkt was hij 1974 kandidaat voor het gouverneurschap van Wyoming, tijdens de Republikeinse voorverkiezing verloor hij van Dick Jones die de verkiezing verloor van Democraat Edgar Herschler. In 1976 stelde hij zich opnieuw kandidaat dit keer voor de senaatszetel van zittend Democraat Gale McGee die hij ruimschoots versloeg. In 1994 maakte hij bekend geen vierde termijn in de Senaat te willen en werd opgevolgd door mede-Republikein Craig Thomas. Wallop overleed op 78-jarige leeftijd.
- Bibsys: 90069740
- International Standard Name Identifier: 0000 0001 1643 8144
- Library of Congress Control Number: n87933417
- Nationale Bibliotheek van Israël: 987007273574005171
- Nederlandse Thesaurus van Auteursnamen: 074538063
- SNAC: w60v9hhs
- Biographical Directory of the United States Congress: W000092
- Virtual International Authority File: 53223690
- WorldCat: E39PBJxd3PpK83tVVyQ6thCCwC